# 정글 크루즈 (영화)
《정글 크루즈》(영어: Jungle Cruise)는 2021년 개봉한 미국의 판타지 모험 영화이다. 자우메 코예트세라가 감독을 맡았으며, 디즈니 파크의 동명 놀이기구를 토대로 제작되었다.
기존 2020년 7월 24일에 북미 개봉 예정이었으나, 코로나19 범유행으로 인해 개봉이 1년 뒤인 2021년 7월 30일로 연기되었다.
미국에서는 극장 개봉과 함께 디즈니+를 통해서 동시 공개되었다.

## 출연
- 드웨인 존슨 - 프랭크 울프 / 프란시스코 페레스 데 에레디아 역
- 에밀리 블런트 - 릴리 하우턴 역
- 에드가르 라미레스 - 아기레 역
- 제시 플레먼스 - 요아힘 왕자 역
- 잭 화이트홀 - 맥그리거 하우턴 역
- 폴 지아마티 - 닐로 네몰라토 역
- 베로니카 팔콘 - 트레이더 샘 역
- 다니 로비라 - 산초 역
- 킴 구티에레스 - 멜초르 역
- 앤디 나이먼 - 제임스 홉스코딩턴 역
- 라파엘 알레한드로 - 자케오 역
- 시몬 록하트 - 안나 역
- 필립 막시밀리안 - 악셀 역
- 벤 젠킨스 - 프록시마 역